# Обыкновенный свинорыл
Обыкновенный свинорыл (лат. Histiopterus typus) — вид лучепёрых рыб из семейства вепревых (Pentacerotidae), единственный в роде свинорылов (Histiopterus).

## Описание
Максимальная длина до 35—42 см, в большинстве случаев стандартная длина около 20 см. Тело высокое. Голова с выступающими наружу костями. Длина головы 2,5 раза в длине тела. Профиль головы относительно ровный. Нижняя челюсть выдается вперед. Зубы на сошнике отсутствуют. Спинной плавник очень высокий, парусовидный. В нем 4 колючих луча: первые 2 — короткие; третий — очень длинный; четвертый — тонкий и немного короче третьего. Колючие лучи анального плавника сильные; второй — наиболее длинный и мощный. Окраска темно-оливковая с 4 узкими светлыми поперечными полосами. Плавники черноватого цвета, за исключением грудного, который является светлым с тёмной полосой в основании.

## Биология
Морская батипелагическая рыба. Обитают на материковом склоне над скальными и песчаными грунтами в заливах, бухтах и вдоль побережья, на глубине от 40 до 421 м.

## Ареал
Распространён в Индийском океане и западной части Тихого океана.